# Scamandra costalis
Scamandra costalis är en insektsart som beskrevs av Bierman 1910. Scamandra costalis ingår i släktet Scamandra och familjen lyktstritar. Inga underarter finns listade i Catalogue of Life.